# Фейнингер, Лионель
Лионель Фейнингер (англ. Lyonel Feininger, нем. Lyonel Feininger; 17 июля 1871, Нью-Йорк — 13 января 1956, там же) — немецко-американский художник, график и карикатурист.

## Жизнь и творчество
Родился в семье музыкантов немецкого происхождения. После возвращения с родителями в Германию в 1887—1888 годах учился рисованию в художественной школе в Гамбурге и в 1889—1892 годах — в художественной академии в Берлине. Ещё во время обучения продемонстрировал талант рисовальщика и работал в газете «Юмористические страницы». В 1892 году Фейнингер учился в Париже у Филиппо Коларосси; в 1893 году  вернулся в Берлин, где работал карикатуристом в различных газетах.

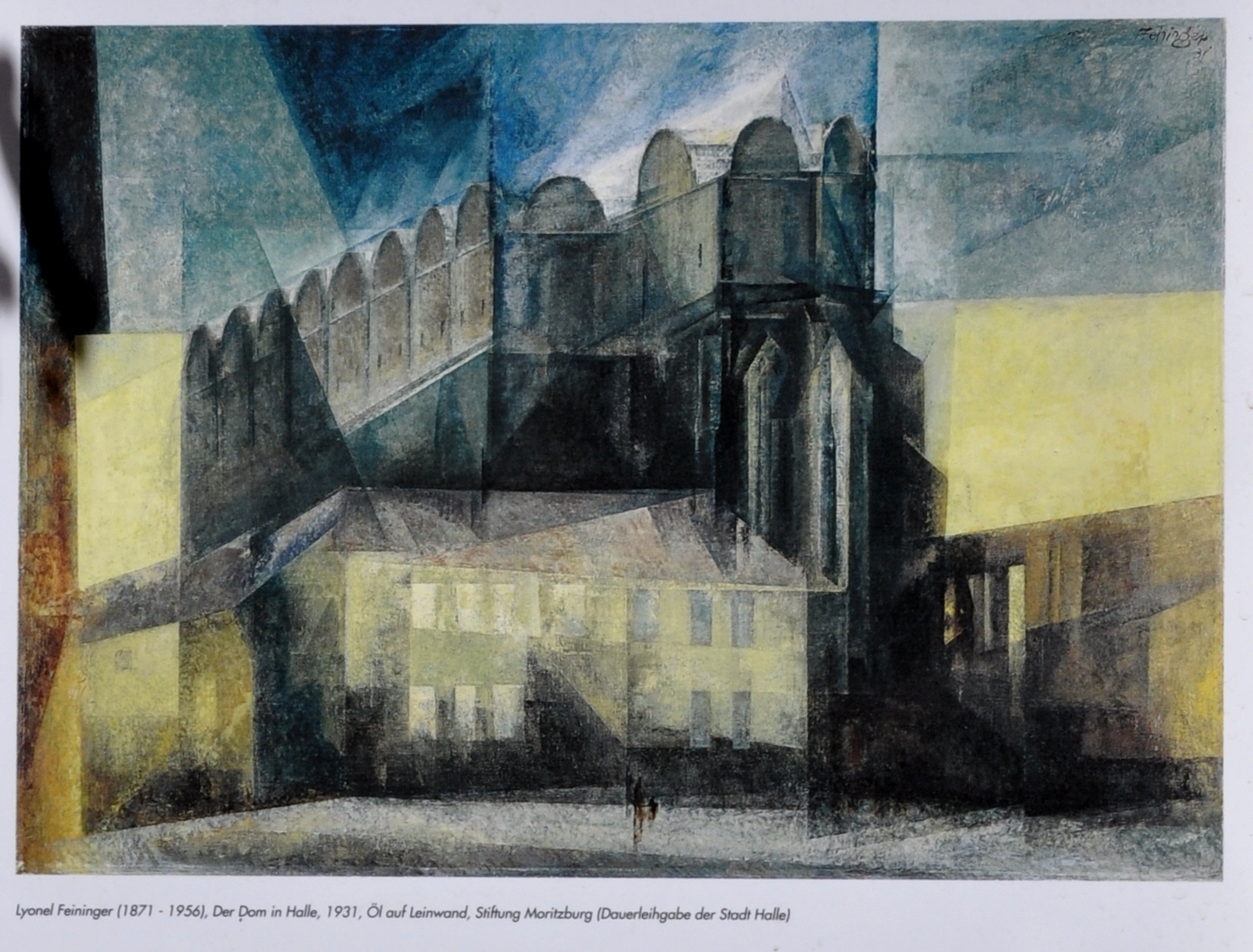
Собор в Галле, 1931. Холст, масло 86,5 × 124.5 см.
Крепость-музей Морицбург, Галле

В 1906 году художник вновь отправился в Париж для продолжения художественного образования. Здесь он окончательно решил посвятить себя живописи. В 1907 году Фейнингер открыл для себя развитый Пикассо и Браком «аналитический кубизм», разлагающий предметы на геометрически плоские и стереометрически кубические элементы. Под влиянием итальянских футуристов, которые также пользовались этой художественной манерой, чтобы охватить движение тела посредством повторения последовательных фаз движения, Фейнингер создал полотно «Велосипедист» (1912).
В 1908—1919 годах Фейнингер жил в Берлине. Он написал серию «морских» картин в духе Каспара Давида Фридриха. В 1913 году Фейнингер участвует в выставке первого немецкого Осеннего салона в Берлине. В 1917 году состоялась первая персональная выставка Фейнингера в берлинской галерее «Штурм», обеспечившая ему известность. В этот период художник сотрудничает с экспрессионистами, объединившимися вокруг галереи «Штурм». Под их влиянием Фейнингер создал множество графических работ.

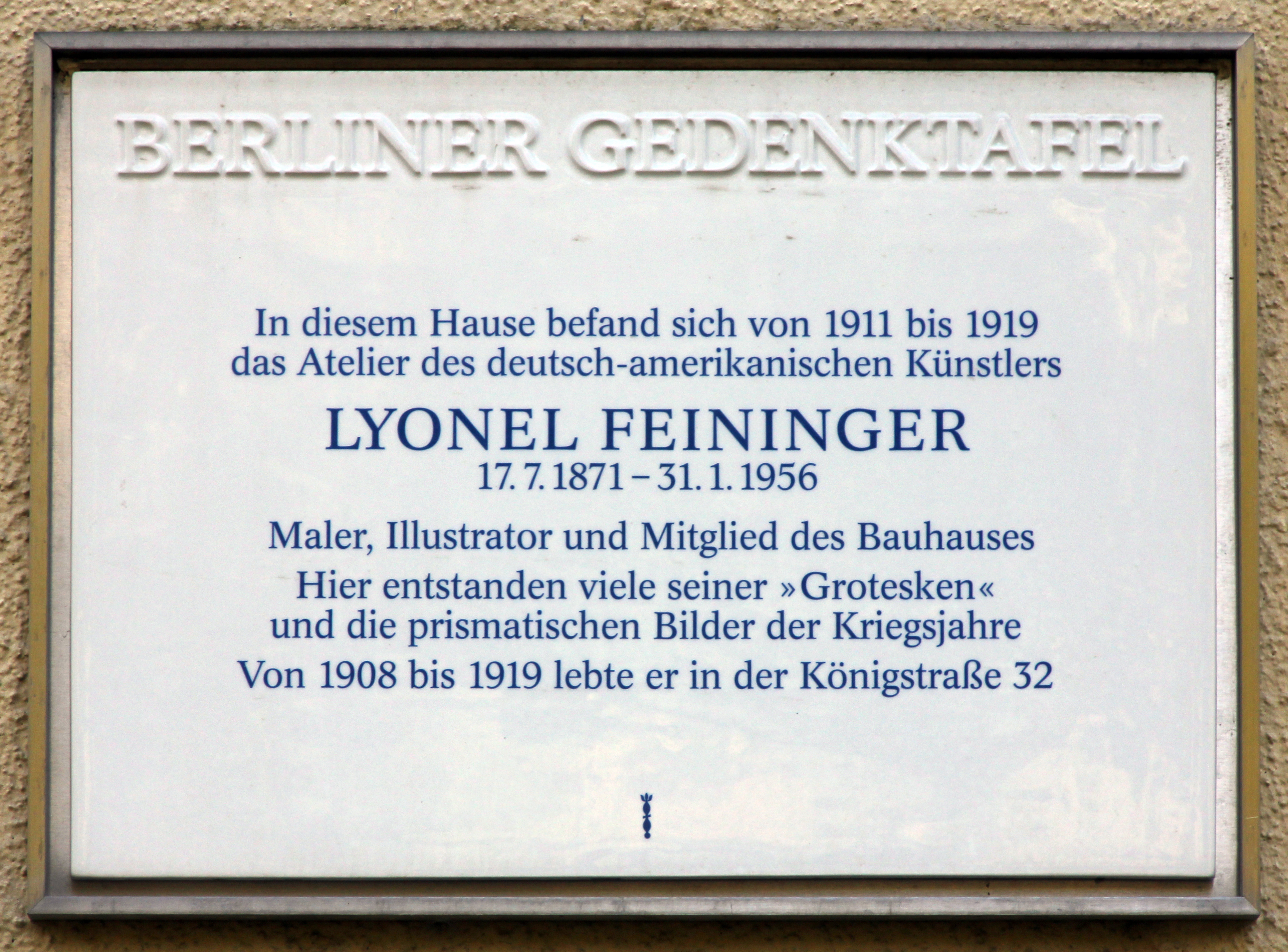
Памятная доска Лионелю Фейнингеру на Потсдамской улице в Берлине

После окончания Первой мировой войны Фейнингер в 1919—1933 годах преподавал в «Баухаусе» (в Веймаре, с 1925 года — в Дессау), одновременно выполняя там же обязанности руководителя графических мастерских. Темой его многочисленных полотен в это время становятся виды городов Европы. В 1924 году Фейнингер стал одним из основателей выставочного общества «Синяя четвёрка» (нем. Blaue Vier). В 1933 году, после закрытия «Баухауса», Фейнингер вернулся в Берлин, где был объявлен нацистами «дегенеративным» художником.
В 1938 году Фейнингер уехал в Нью-Йорк, где много занимался настенной живописью. Стиль его снова меняется, в художественные полотна проникает всё больше графических элементов («Вид Манхэттена. Закат». 1944 Кембридж, Массачусетс).
Сыновья — фотохудожник и теоретик фотоискусства Андреас Фейнингер и художник, участник движения «Баухаус» Теодор Люкс Фейнингер.